# David Giguère
Pour les articles homonymes, voir Giguère.
David Giguère est un auteur-compositeur-interprète et acteur canadien originaire du Québec.

## Débuts
Après avoir suivi des études de théâtre au collège Lionel-Groulx de Ste-Thérèse, il a partagé la scène avec Emmanuel Schwartz, rencontré lors d'une soirée entre amis, dans Caligula (remix) de Marc Beaupré.
Désireux de concilier son amour de la scène avec celui de la musique, il obtient en 2011 un rôle dans le film québécois Starbuck, réalisé par Ken Scott dans lequel il interprète sa chanson L'atelier.

## Carrière musicale
En 2012, son premier album Hisser haut paraît, produit par Pierre-Philippe Côté (dit Pilou). Il entame en parallèle une collaboration artistique et musicale avec la chanteuse Ariane Moffatt et son label Mo'fat Productions. En août de la même année, il parcourt le Québec dans le cadre de la tournée Sirius XM qui inclut également Loco Locass et Pierre Lapointe. En 2013, il est programmé aux FrancoFolies de Montréal.
Son second album intitulé Casablanca paraît en 2014 sous le label Audiogram,,. 

## Discographie

### Singles / Clips musicaux
- 2011 : Elle et lui
- 2011 : L'Atelier (bande-son du film Starbuck)
- 2012 : Encore
- 2014 : La Pornographie
- 2014 : La Noyade (Mami Wata)

## Filmographie
- 2010 : Un tueur si proche (épisode Mauvais coup (3 Ados) — série TV) : Félix
- 2011 : Laurentie : frère de Louis
- 2011 : Starbuck de Ken Scott : le porte-parole des descendants
- 2011 : Le Bleu des confettis ((court-métrage)
- 2014 : Série Noire (7 épisodes  — série TV) : Mathieu
- 2017 : Sashinka de Kristina Wagenbauer : Emmanuel

### Bande-son
2011 : Starbuck, chanson L'atelier

## Théâtre
- 2012 : Caligula (Remix) dirigé par Marc Beaupré, texte d'Albert Camus (Emmanuel Schwartz, David Giguère, Ève Landry, Guillaume Tellier, Michel Mongeau, Alexis Lefebvre, Emmanuelle Orange-Parent)
- 2012 : Dom Juan… Uncensored dirigé par Marc Beaupré : rôle principal